# Lovage

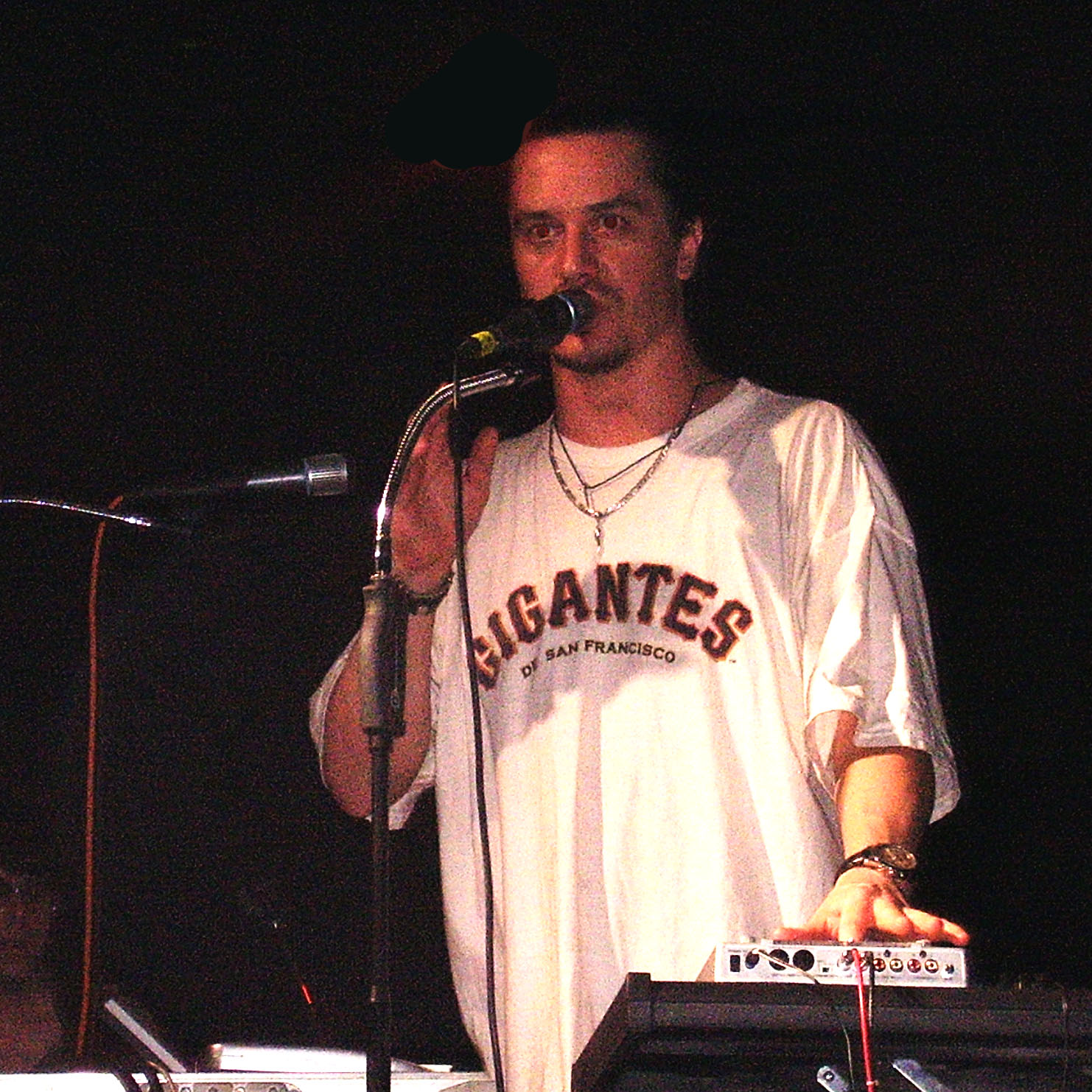
Mike Patton, chanteur de Lovage.

Lovage est un projet musical réunissant divers artistes et ayant abouti en 2001 à un unique album Music to Make Love to Your Old Lady By.
Le projet est initié et mené par Dan the Automator, prenant pour l'occasion le pseudonyme de « Nathaniel Merriweather ». Le chant est emmené par Jennifer Charles et Mike Patton. La composition de la musique réunit de nombreux artistes, dont Damon Albarn de Blur, Kid Koala, Maseo (De La Soul), Afrika Bambaataa et bien sûr Dan the Automator.

## Esprit du Projet Lovage
En réunissant ces différents protagonistes, Dan the Automator ne réunit pas seulement des artistes de talent mais aussi des amis avec lesquels il a déjà collaboré .
Au départ, le projet devait se rapprocher d'une sorte d'hommage à Serge Gainsbourg. Il prendra cependant une tournure différente et ne gardera que le côté sensuel de l'univers de Gainsbourg ainsi que la pochette de son album intitulé N°2 de 1959. Ce côté sensuel sera d'ailleurs tout à fait exacerbé et le collectif y mêlera une certaine dose d'humour et d'autodérision.
En fait l'esprit est tout entier résumé dans le nom du projet car « Lovage » est une double référence :
- la première est évidente, « Lovage » étant très proche du mot anglais love.
- pour comprendre la deuxième référence il faut savoir que « Lovage » est le nom donné par la Société Québécoise des Amateurs d'Herbes à une plante censée favoriser l'érection[4].

C'est donc dans un esprit décalé et second degré que les membres du projet aborderont le sujet des rapports homme/femme sous leurs différents aspects. Et cela aboutira à un l'album Music to Make Love to Your Old Lady By.

## L'albumMusic to Make Love to Your Old Lady By
L'album Music to Make Love to Your Old Lady By, sorti le 5 novembre 2001, constitue un tout, une histoire, une façon de concevoir les rapports sentimentaux, amoureux et sexuels. Les chansons, extrêmement sensuelles, abordent chacune à leur manière un aspect des relations homme/femme. Certaines sont douces et délicates comme Lies and Alibies tandis que d'autres sont au contraire plus machistes et brutales comme Book of the Month. Cette opposition est incarnée à merveille par la performance des 2 chanteurs. Mike Patton offre une voix très grave, profonde, masculine et pleine d'assurance alors que Jennifer Charles apporte une voix douce, feutrée et très féminine qui confine parfois à la lascivité. Le résultat est un accord parfait, un couple qui passe au fur et à mesure des titres par différentes étapes des rapports amoureux comme la séduction, le sexe, le repoussement, la mélancolie, la tendresse ou le bonheur.
Les chansons sont par ailleurs introduites et entrecoupées d'intermèdes pendant lesquels on entend Dan the Automator prodiguer, au second degré bien sûr, des conseils destinés à séduire les femmes avec brio. Il nous explique par exemple qu'il est bon de se brosser les dents plusieurs fois par jour et d'avoir, plus généralement, une bonne hygiène.
La musique de l'album n'appartient pas à un genre bien défini. C'est un mélange de compositions originales et de samples que l'on peut rapprocher du Trip Hop. Et bien que cela soit un peu subjectif, on peut illustrer le style de l'album avec des références telles que Massive Attack, Barry White ou Serge Gainsbourg. On notera d'ailleurs que Dan the Automator cite Barry White dans l'introduction (Piste 1). Quoi qu'il en soit, la musique tourne entièrement autour du thème principal de Music to Make Love to Your Old Lady By : la sensualité. Qu'elle soit teintée de mélancolie, de virilité ou de douceur, c'est toujours la sensualité qui domine la composition musicale. Ainsi, que l'on prête attention ou non aux paroles, l'album crée immanquablement une atmosphère envoûtante, chaleureuse et sensuelle.

### Liste des titres
| No  | Titre                           | Durée |
| --- | ------------------------------- | ----- |
| 1.  | Ladies Love Chest Rockwell      | 1:19  |
| 2.  | Pit Stop (Take Me Home)         | 3:58  |
| 3.  | Anger Management                | 4:21  |
| 4.  | Everyone Has a Summer           | 4:16  |
| 5.  | To Catch a Thief                | 3:16  |
| 6.  | Lies and Alibis                 | 3:16  |
| 7.  | Herbs, Good Hygiene & Socks     | 1:55  |
| 8.  | Book of the Month               | 4:28  |
| 9.  | Lifeboat                        | 4:50  |
| 10. | Stranger on a Train             | 4:36  |
| 11. | Lovage (Love That Lovage, Baby) | 1:04  |
| 12. | Sex (I'm A)                     | 6:19  |
| 13. | Koala's Lament                  | 3:53  |
| 14. | Tea Time with Masseo            | 1:38  |
| 15. | Stroker Ace                     | 4:29  |
| 16. | Archie & Veronica               | 5:10  |